# Podtabor, Ilirska Bistrica
Podtabor je naselje v Občini Ilirska Bistrica.